# 温州市殡仪馆
温州市殡仪馆是中国浙江省温州市的殡仪馆，隶属于温州市民政局。该馆位于温州市瓯海区郭溪镇浦西，通信地址为温州市瓯海区温瞿东路636号。
该馆有守灵室（灵堂）16间、告别厅6间，每年殡殓遗体约1.5万具，是温州市也是浙江省内规模较大的现代化殡仪馆。该馆于2001年5月投入使用。